# 부하라윗수염박쥐
부하라윗수염박쥐 (Myotis bucharensis)는 애기박쥐과 윗수염박쥐속에 속하는 박쥐이다. 1950년에 기술되었고, 아프가니스탄과 타지키스탄, 우즈베키스탄에서 서식한다. 1970년대와 1980년대에 현지 조사 동안에 발견하는 데 실패하였고, 국제 자연 보전 연맹(IUCN)이 타지키스탄과 우즈베키스탄에서 잠재적으로 멸종된 것으로 추정하고 있다. 동굴과 건조 지역에서 산다는 사실 이외에는 알려져 있지 않다.